# Raudsepa (Võru)
Raudsepa is een plaats in de Estlandse gemeente Võru vald, provincie Võrumaa. De plaats telt 20 inwoners (2021) en heeft de status van dorp (Estisch: küla).

## Geografie
Het grondgebied van het dorp Raudsepa wordt geheel omgeven door het grondgebied van het buurdorp Meegomäe. Ten noorden van Raudsepa ligt het meer Kubija järv (15,1 ha).
Het dorp ligt 4 km ten zuiden van de provinciehoofdstad Võru.

## Geschiedenis
Raudsepa werd in 1684 voor het eerst genoemd als Rautsep, een groepje boerderijen. In 1765 lag er een boerderij Rautseppa Jakkab, in 1839 heette het dorp Raudsep. Het lag op het landgoed van Alt-Kasseritz. Het bestuurscentrum van Alt-Kasseritz (Estisch: Vana-Kasaritsa) lag waar nu het dorp Kasaritsa ligt. De naam is waarschijnlijk afgeleid van het Estische raudsepp, smid. Zowel Raudsepa als Meegomäe werd tot in de vroege 19e eeuw ook wel Kaugjärve genoemd. Kaugjärv was toen de naam voor het Kubija järv.
In de jaren 1977–1998 maakte Raudsepa deel uit van Meegomäe.